# Stahlnetz: Treffpunkt Bahnhof Zoo
Treffpunkt Bahnhof Zoo ist der 7. Kriminalfilm der Fernsehreihe Stahlnetz. Die deutsche Erstausstrahlung erfolgte am 22. Februar 1959 um 20:00 Uhr im Ersten Programm der ARD.

## Inhalt
Die Handlung spielt in Berlin. Die Polizisten sind Kommissar Rogge, Kriminalobersekretär Jungklaus, Kriminalsekretär Schneider.

### Montag der 12.1.
Sabine Stockmann und Manfred Drechsel fahren in einem Ford 17M deLuxe P2, Kennzeichen D-KL 198, durch West-Berlin. Eine Polizeistreife hält sie an und verwarnt sie, weil sie 60 km/h statt der erlaubten 50 km/h gefahren sind. Drechsel lässt Stockmann gegenüber einer Wechselstube in Moabit halten, steigt aus, lässt sich dort Ost- in Westgeld wechseln, setzt eine Sonnenbrille auf und bedroht dann die Kassiererin mit vorgehaltener Pistole. Die schreit um Hilfe. Er verlässt die Bank mit einer Tasche voll Geld. Während die Polizei eintrifft und Zeugen befragt, fahren Stockmann und Drechsel nervös und mit hoher Geschwindigkeit durch Berlin.
Die Polizei sucht nach den Zeugenaussagen nach
- einem Täter, der bewaffnet ist,
- einer Frau, etwa 25 Jahre alt, mit kurzen hellblonden, fast weißen Haaren, einem dunklen Pullover und Pelzmantel,

sowie nach einem Ford 17M deLuxe viertürig mit Kennzeichen B-KL 128.
Zwei Personen im Flugzeug nach Hamburg, auf die die Beschreibung passt, stellen sich später als harmlos heraus.
Drechsel entschließt sich, die Tasche mit dem Geld bei der Gepäckaufbewahrung im Bahnhof Zoo abzugeben. Den Gepäckschein drückt er Stockmann in die Hand.
Die Polizei hat das Auto mit Kennzeichen B-KL 128 gefunden. Es ist ein Lieferwagen, der seit drei Tagen nicht gefahren ist.
Stockmann besorgt sich einen Koffer. Dann kleidet sie sich auf einer öffentlichen Toilette um: schwarze Haare und eine Winterjacke statt des Pelzmantels.
Die Polizei weitet die Fahndung auf alle Ford Taunus 17M deLuxe viertürig, Farbe silbergrau/anthrazitgrau aus.
Stockmann verliert am Bahnhof ihren Gepäckschein.
Drechsel verbringt den Abend in einer Bar. Stockmann verbringt die Nacht zu Hause, in der Wohngemeinschaft (Pension), in der sie mit Drechsel und zwei anderen Männern lebt.

### Dienstag der 13.1.
Ein aufmerksamer Zeuge meldet den am Wittenbergplatz abgestellten Ford 17M am nächsten Morgen der Polizei. Ein Junge aus der Nachbarschaft hat gesehen, dass eine „dufte Biene“ den Wagen am Vorabend abgestellt hat. Im Wagen findet die Polizei die Sonnenbrille. Danach entfernt sie sich, beobachtet aber den Wagen. Als Stockmann den Wagen öffnet, nimmt Kommissar Rogge sie fest. Sie gibt zu, dass es ihr Wagen ist.
Die Polizei findet in ihrer Kartei ihren Verlobten: Manfred Drechsel. Er wird zum Strafantritt gesucht. Sie veröffentlichen einen Fahndungsaufruf und bewachen die vier Ausgänge von Berlin: Zoo (Bahnhof), Tempelhof (Flughafen), Dreilinden, Staaken (Straße).
Drechsel hatte sich nach durchzechter Nacht zu Hause ins Bett gelegt. Nachdem Stockmann festgenommen worden war, hatten seine Mitbewohner ihn geweckt. Seitdem hat er sich die Haare schneiden lassen und will untertauchen, solange die Zeitungen über den Bankraub und ihn berichten.
In Stockmanns Handtasche findet Rogge einen Kofferschlüssel, der aber auf keinen von Stockmanns Koffern in der Pension passt.

### Mittwoch der 14.1.
Am nächsten Morgen ist auch Drechsels Bild auf den Fahndungsplakaten. Stockmann hat zugegeben, dass Drechsel den Bankraub verübt hat und dass sie danach zum Wittenbergplatz gefahren sind, schweigt aber ob des Verbleibs des Geldes.
Drechsel überlegt, wie er aus Berlin herauskommen kann. In Dreilinden findet er einen Kraftfahrer, der bereit ist, ihn – gegen 1000 Mark – über die Autobahn in die BRD mitzunehmen. Dazu muss er aber an das Geld im Bahnhof kommen. Der Gepäckaufseher ist gnädig und lässt ihn die Gepäckregale zweimal nach seiner Tasche absuchen. Doch die findet er nicht. Trotzdem gibt er dem Aufseher ein Trinkgeld, das aber so großzügig bemessen ist – 20 Mark –, dass der Aufseher darüber in Rage gerät. Von dem Gezeter angezogen, kommt der Beamte, der die Ausreisenden in Zoo nach Drechsler absuchen soll, herbei, erkennt Drechsler und ruft seine Kollegen, die ihn dann festnehmen.
Nachdem Stockmann von der Festnahme ihres Verlobten erfährt, gibt sie zu, wo das Geld ist: Sie hatte die Tasche zusammen mit ihrer Verdacht erweckenden Kleidung in einen Koffer verstaut und diesen am Gepäckschalter des Bahnhofs abgegeben, dann aber den Gepäckschein des Koffers verloren.

## Hintergrund
An der Stelle 23:26 im Film hat der Berliner Jacky Spelter, Rock `n` Roller der ersten Stunde, einen Gastauftritt. Treffpunkt Bahnhof Zoo ist inzwischen mehrmals auf DVD erschienen.